# 랑킬
랑킬(스페인어: Ránquil)은 칠레 비오비오주 뉴블레 현의 코무나이다.